# Dyenmonus confusus
Dyenmonus confusus là một loài bọ cánh cứng trong họ Cerambycidae.